# ひばり (掃海艇)
ひばり（ローマ字：JDS Hibari, MS-36、TW、YAS-13）は、海上自衛隊の掃海艇。同型艇はない。艇名はヒバリに由来する。日本海軍隼型水雷艇「雲雀」に次いで日本の艦艇としては2代目。

## 概要
太平洋戦争終戦後、日本近海に残存していた機雷の掃海作業には旧海軍から引き継がれた艦艇のみならず、雑多な民間船由来の船艇が多数従事していた。本艇もそのような船の一隻であり、1944年建造の小型木造船「い号庄田丸」の後身である。海上保安庁航路啓開部から保安庁警備隊、海上自衛隊に移管された雑多な船艇は大半が早期に除籍されたが、本艇は1956年に「ひばり」と改名されながら1962年まで運用された。配備先は除籍まで一貫して下関基地隊であった。

## 艦歴
1944年6月15日に民間船「い号庄田丸」として竣工（建造所不詳）。
海上保安庁航路啓開部で運用（運用開始日不詳）。掃海作業に従事。
1952年8月1日、保安庁警備隊に移管され掃海船「い号庄田丸」（MS-36）となる。下関航路啓開隊（後の下関基地隊）配備。
1954年7月1日、海上自衛隊設置に伴い掃海艇に類別変更。本艇の記号・番号が廃止。
1956年3月19日、「ひばり」に改名。
1957年9月1日、新たな記号TWを付与（番号なし）。
1959年3月31日、「特務雑船13号」（YAS-13）に類別変更。
1962年3月31日、除籍。